# Independent Republican
Unter Independent Republican (irisch poblachtach neamhspleách, dt. unabhängiger Republikaner) kandidierten irische Republikaner zu Wahlen in der Republik Irland und Nordirland seit den 1920er Jahren. 
Bei den Wahlkandidaten handelt es sich zumeist um Mitglieder der Sinn Féin oder Irish Republican Army (IRA). Diese Organisationen benutzten den Titel Independent Republican vor allem bei Wahlen, wenn ihre Organisationen verboten waren oder sie befürchten mussten, dass sie Probleme bei der Wahlregistrierung bekommen. Der Begriff wird auch allgemeiner für Kandidaten der Sinn Féin und in anderen Zusammenhängen verwendet, oder auch auf Kandidaten, die aus den oben genannten Organisationen ausgetreten sind, wie beispielsweise Oliver Hughes, der Bruder des Hungerstreikenden Francis Hughes, der für die Lokalwahlen 2011 kandidiert.
In Nordirland kandidierten unter Independent Republican beispielsweise Gerry McGeough und Frank Maguire. Bobby Sands kandidierte unter diesem Namen während des Irischen Hungerstreik von 1981 und gewann diese Wahl aus dem Gefängnis heraus. Einen Monat nach dem Gewinn dieser Wahl starb er im Hungerstreik.